# Богословський вісник

«Богосло́вський вісни́к» — орган Української автокефальної православної церкви у еміграції, який видавав після Другої світової війни Св. Синод УАПЦ в Новому Ульмі, Німеччина. Виходив як місячник за емігрантських умов для українських біженців у роках 1948—9.  Журнал редагували: Неофіт Якович Кебалюк, Архієпископ Ніканор (Абрамович).